# Parc Margareta
La parc Margareta (en suédois : Margaretaparken) est un parc du quartier de Gamla Enskede à Stockholm en Suède. 

## Description
Le parc est situé entre Stockholmsvägen, Margaretavägen, Handelsvägen et Mittelvägen, où une pente forestière naturelle a été préservée. Il est légèrement vallonné et couvre un peu plus de trois hectares. Quelques promenades sinueuses ont ensuite été construites dans la zone.
L'herbe sous les grands arbres est luxuriante dans le parc clos.
Le soleil brille à travers les pins et les épinettes clairsemés. 
Dans ce quartier résidentiel calme, la circulation est rare et les grands axes routiers se font entendre faiblement au loin.

## Histoire
Le parc Margareta a été construit selon les plans de l'architecte Per Olof Hallman et apparaît sur son premier plan de ville de 1907 pour la cité-jardin d'Enskede (aujourd'hui Gamla Enskede). 
Au milieu du parc se trouve une pierre commémorative érigée en 1919 avec l'inscription En mémoire de la première colonie d'Enskedesamhällets en 1909, la pierre a été érigée en 1919.

## Galerie

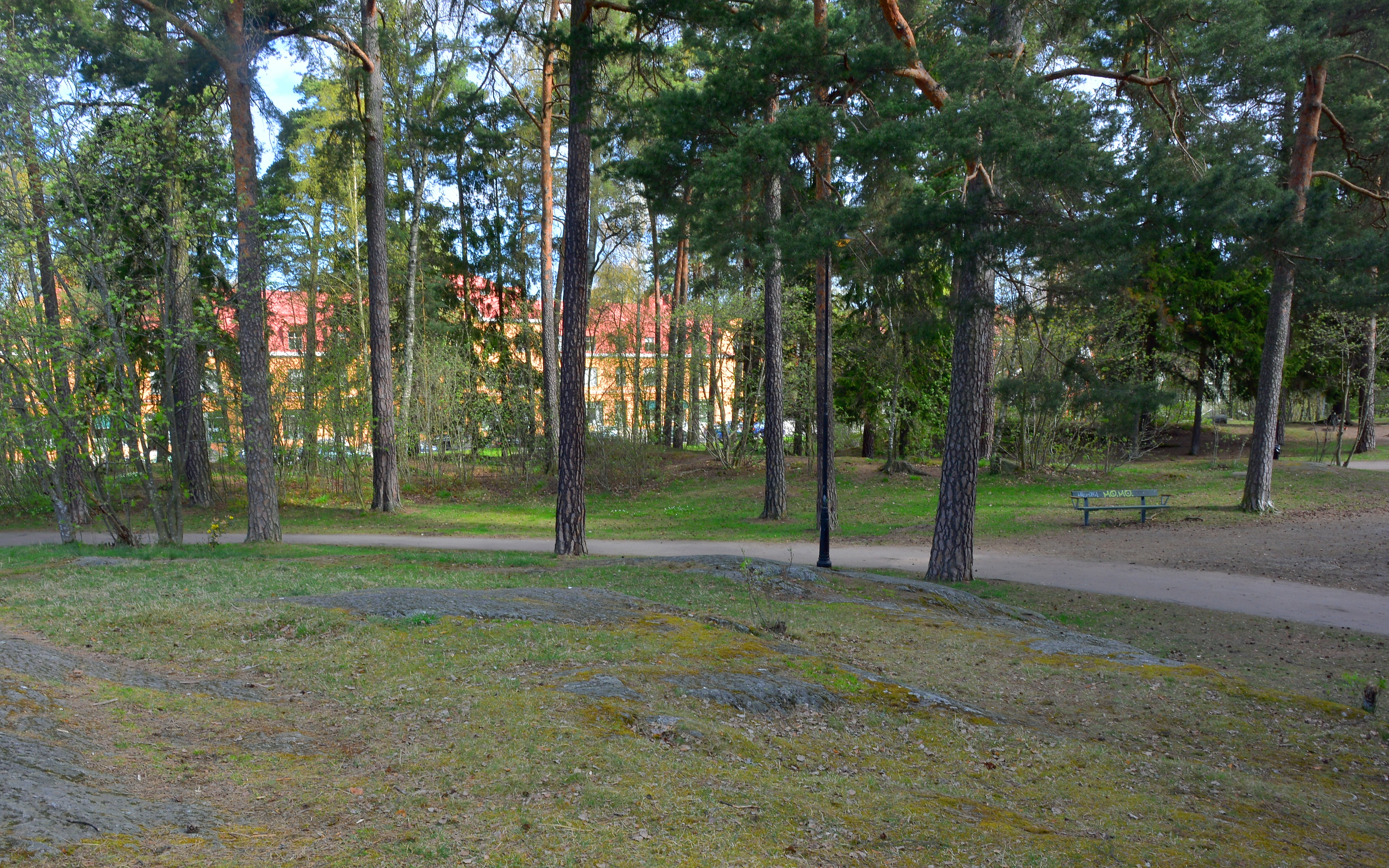
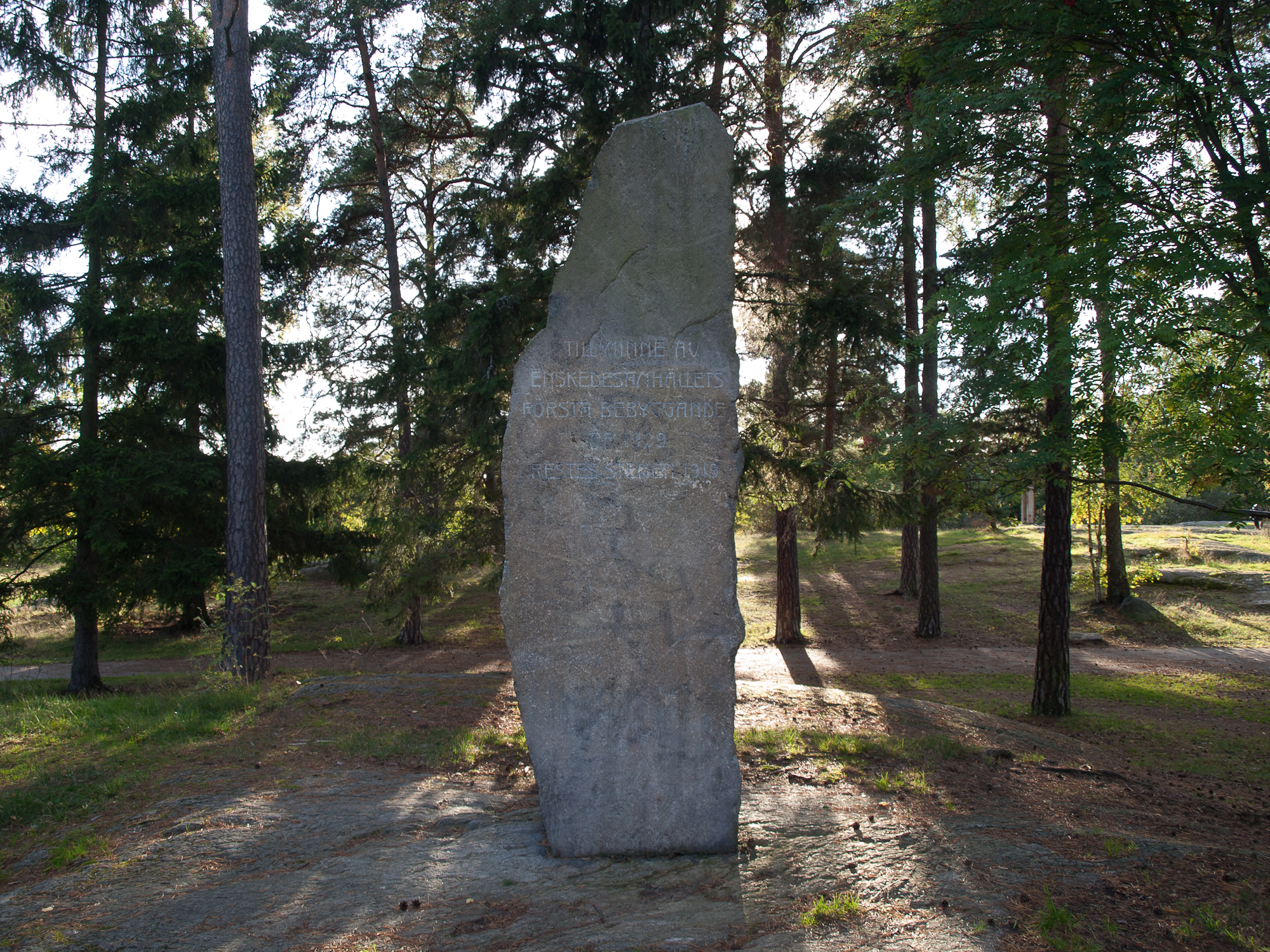
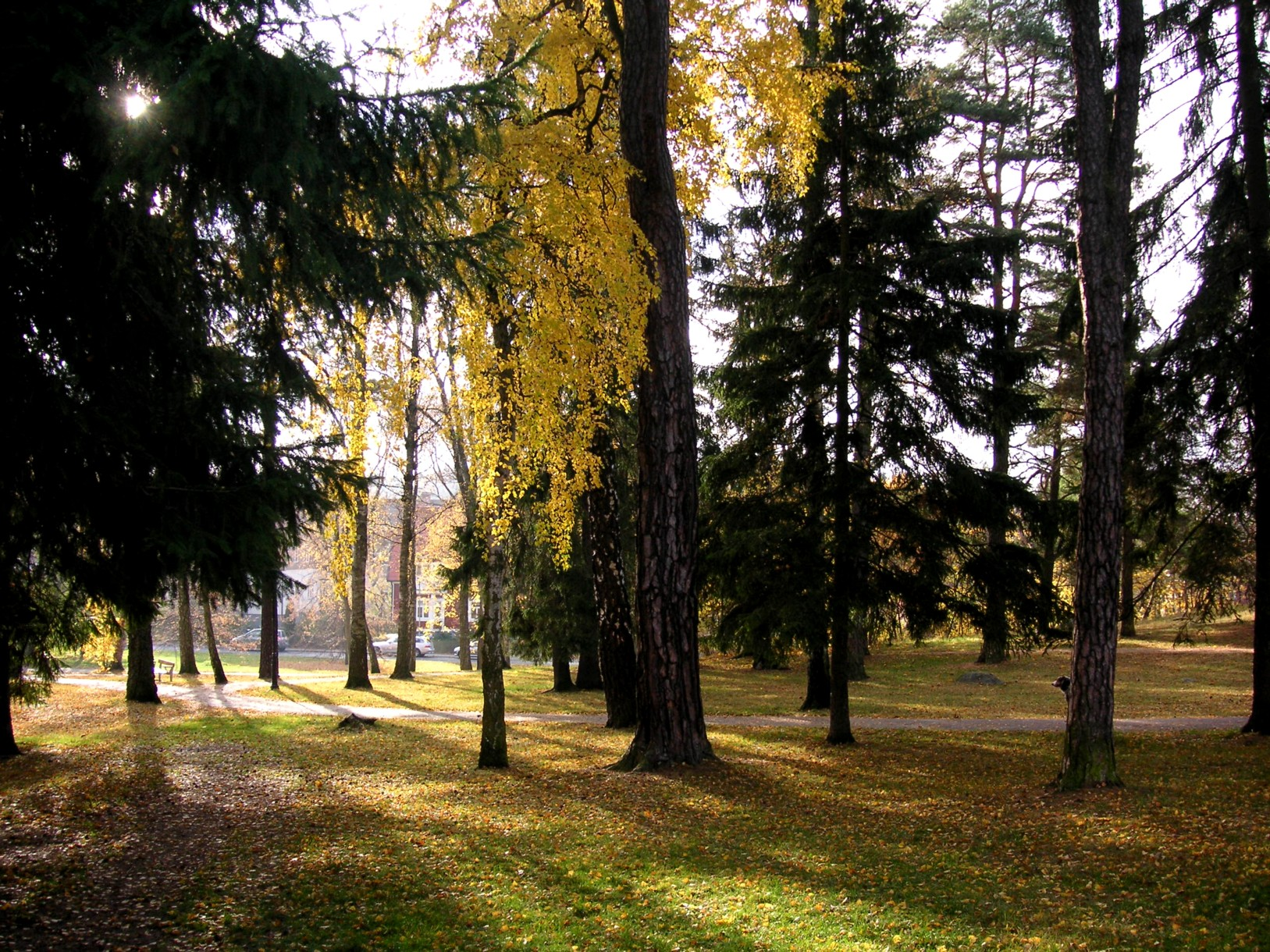